# Tazimina River
Der Tazimina River ist ein 88 Kilometer langer Fluss im Südwesten des US-Bundesstaats Alaska.

## Verlauf
Der Tazimina River entspringt in den Chigmit Mountains im Norden der Aleutenkette. Er wird von einem kleineren Gletscher gespeist. Der Tazimina River fließt anfangs in westlicher, später in westsüdwestlicher Richtung aus dem Gebirge. Dabei durchfließt er die beiden langgestreckten Seen Upper Tazimina Lake und Lower Tazimina Lake. Auf den unteren 15 Kilometern wendet sich der Fluss nach Nordwesten und mündet in den Sixmile Lake.
Der Tazimina River und sein Einzugsgebiet befinden sich im Lake Clark National Preserve. Zwischen Juni und August, während der Schnee- und Gletscherschmelze, führt der Fluss die größten Wassermengen.